# Margarida de Ribelles
Margarida de Ribelles   () va ser una noble catalana.
Dama dels segles XIV i XV. Hom afirma que era filla del capità Ponç de Ribelles. Va casar-se amb Guillem Ramon de Montcada i de Luna, senyor de la baronia d'Aitona, i vidu de Constança d'Anglesola. Van tenir dues filles: Orfresina, casada amb Mateu Florimon de Montcada, que va ser nomenat hereu universal dels béns del seu marit en no haver successió masculina legítima de Margarida i Guillem Ramon, i Francesca, casada amb Joan de Corella, comte de Concetaina. Margarida va morir després de l'any 1458.